# Provincia de Djanet
Djanet (en árabe: ولاية جانت‎) es una provincia argelina creada en 2019, anteriormente, una provincia delegada creada en 2015.

## Geografía
La provincia de Djanet está en el Sáhara argelino; su superficie es de 86 185 km².
Está delimitada por:
- al norte con la provincia de Illizi;
- al este con Libia;
- al oeste con la provincia de Tamanrasset;
- y al sur con la provincia de Tamanrasset y Níger.

## Historia
La provincia de Djanet fue creada el 26 de noviembre de 2019.
Anteriormente, era una provincia delegada, creada según la ley n° 15-140 del 27 de mayo de 2015, que crea distritos administrativos en ciertas provincia y fija las reglas específicas relacionadas con ellas, así como la lista de municipios que están adscritos a ella. Antes de 2019, estaba adscrito a la provincia de Illizi.

## Organización
Durante el parón administrativo de 2015, la provincia delegada de Djanet está formada por 1 distrito y 2 comunas.

### Lista de walis
| Distrito | Comuna          | Arábica     |
| -------- | --------------- | ----------- |
| Djanet   | Bordj El Haouas | ﺑﺮ ج اﻟﺤﻮاس |
| Djanet   | Djanet          | ﺟﺎﻧﺖ        |